# Frazé
Frazé – miejscowość i gmina we Francji, w Regionie Centralnym, w departamencie Eure-et-Loir.
Według danych na rok 1990 gminę zamieszkiwało 489 osób, a gęstość zaludnienia wynosiła 18 osób/km² (wśród 1842 gmin Regionu Centralnego Frazé plasuje się na 690. miejscu pod względem liczby ludności, natomiast pod względem powierzchni na miejscu 417.).